# Virus du jaunissement de la pomme de terre
Potato yellowing virus
Espèce
Le virus du jaunissement de la pomme de terre (PYV, Potato yellowing virus), est un phytovirus pathogène de la famille des  Bromoviridae, initialement classé dans le genre Alfamovirus.
Ce virus a été isolé en 1992 dans un champ de pommes de terre (Solanum tuberosum) au Pérou ainsi que chez Solanum fernandezianum au Chili, mais sans symptôme apparent. Proche du virus de la mosaïque de la luzerne, il est connu seulement en Amérique du Sud. Il se manifeste par une jaunissement, ou chlorose, du feuillage. Il infecte seulement les pommes de terre cultivées et certaines espèces sauvages du genre Solanum.
Chez certains cultivars, on ne constate aucun symptôme.

## Classification
Découvert en 1992, le PYV a été assimilé à un Alfamovirus (famille des Bromoviridae) mais en l'absence d'information de séquence, sa position taxinomique au sein des Bromoviridae reste incertaine. 
Selon une étude de 2011, le PVY a été détecté dans 6 accessions de pommes de terres andines de l'espèce Solanum phureja, collectées en 1986 en Équateur (cultivars 'Chaucha Tomate' et 'Chaucha Blanca' (province de Cañar), 'Chaucha Negra Ojona' et 'Chaucha Amarilla' (province de Loja) et 'Cuica' et 'Chaucha' (province d'Azuay)
L'analyse phylogénétique a permis de regrouper les séquences du PYV avec celles du genre Ilarvirus, dans lequel le plus proche parent du PYV est apparu être le Fragaria chiloensis latent virus, avec lequel il partage 77 % d'identité de séquences de nucléotides et 85 % d'acides aminés.
Les isolats de PYV d'Équateur se répartissent en deux variants différents (91 % d'identité) qui partagent 93 % d'identité de séquence de nucléotides et 99 % d'acides aminés avec les isolats péruviens. Ces données suggèrent que le PYV est un Ilarvirus distinct et qu'il est plus largement répandu parmi les pommes de terre d'Amérique du Sud qu'on ne le pensait.

## Transmission
Ce virus est transmis, sur un mode non persistant, par le puceron vert du pêcher (Myzus persicae). Il peut également se transmettre entre générations par les tubercules utilisés comme semence, mais aussi par les graines. la germination des graines infectées est réduite de 70 %.